# Drupadia comla
Drupadia comla är en fjärilsart som beskrevs av Swinhoe 1912. Drupadia comla ingår i släktet Drupadia och familjen juvelvingar. Inga underarter finns listade i Catalogue of Life.